# St. Ägidius (Hirschau)

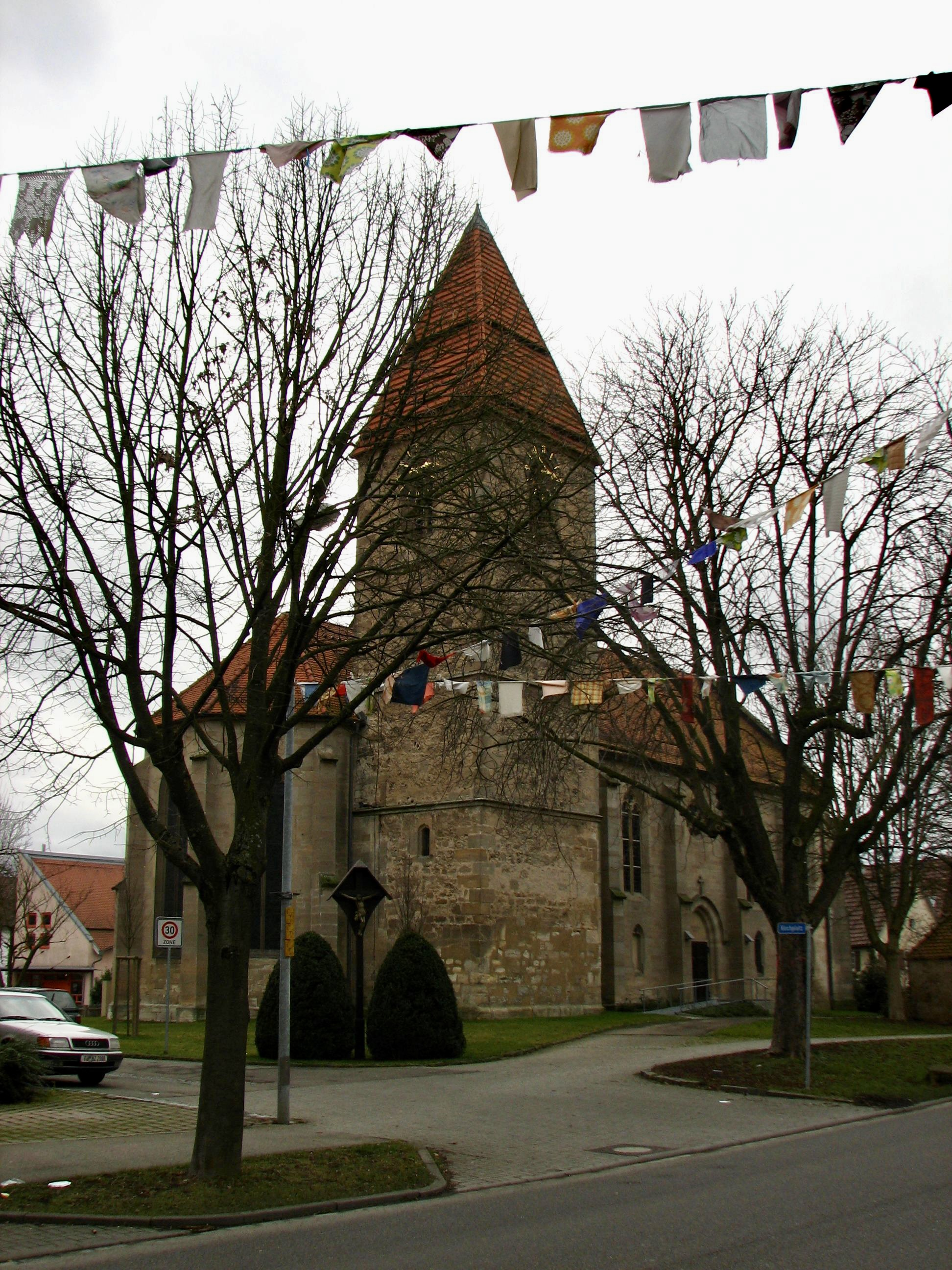
St. Ägidius in Hirschau

Die römisch-katholische Pfarrkirche St. Ägidius steht in Hirschau, einem Stadtteil der Großen Kreisstadt Tübingen im Landkreis Tübingen von Baden-Württemberg. Die Kirchengemeinde gehört zur Diözese Rottenburg-Stuttgart. Das Bauwerk ist beim Landesamt für Denkmalpflege Baden-Württemberg als Baudenkmal eingetragen.

## Beschreibung
Die neugotische Saalkirche aus Quadermauerwerk wurde 1851/52 nach einem Entwurf von Theodor von Landauer anstelle des Vorgängerbaus erbaut. Sie besteht aus einem Langhaus, einem eingezogenen, dreiseitig geschlossenen Chor im Osten, dessen Wände von Strebepfeilern gestützt werden, und einem dreigeschossigen Chorflankenturm an der Nordwand des Chors, der ursprünglich zu einer Wehrkirche gehörte und dem 1780 ein Pyramidendach aufgesetzt wurde. Das Portal befindet sich zwischen Strebepfeilern in der Fassade im Westen. Das oberste Geschoss des Chorflankenturms beherbergt die Turmuhr und den Glockenstuhl. Der Innenraum des Langhauses ist mit einer Flachdecke überspannt, der des Chors mit einem Kreuzrippengewölbe. Die Glasmalereien hat 1948/49 Wilhelm Geyer gestaltet, ferner die Brüstung der Empore, auf der die Orgel steht. Zur Kirchenausstattung gehören eine Kreuzigungsgruppe, eine Mondsichelmadonna und eine Pietà.